# Tennisarmbåge
Tennisarmbåge (lateral epikondylalgia) är en vanlig orsak till smärta i armbågen. Den årliga incidensen av tennisarmbåge är 0,3-1,0 procent. Det innebär att cirka 29000-105000 människor drabbas av tennisarmbåge varje år. Tennisarmbåge drabbar främst människor mellan 40 och 60 år.
Sjukdom i sena (tendinopati) eller senfäste (entesopati) är benämningar på smärtsamma tillstånd i senor. Tennisarmbåge är en entesopati i muskelfästet på armbågens utsida. Klassiska tecken på inflammation saknas inuti senan. 

## Historik
Tillståndet beskrevs i litteraturen första gången 1882. Namnet tennisarmbåge kommer från uttrycket "Lawn Tennis Arm" som beskrevs av Mr Henry Morris i The Lancet. Orsaken var att det var tennisspel som orsakat hans eget besvär. Morris ansåg att skadan involverade m.pronator teres och fascian på inre delen av humerus. Andra åsikter som framfördes var att smärtan härrörde från inklämning av n. intersosseus posterior där den passerar igenom m.supinator brevis. En annan åsikt som framfördes var att besväret härrörde från ligamentum annulare som omger caput radii. 
Så här började debatten, som handlade både om orsak och korrekt behandlingsmetod. Denna mindre åkomma som i kirurgiska textböcker beskrevs "too trivial to merit serious consideration" fick oproportionerlig plats i den engelska, tyska och i viss mån franska litteraturen. 
Sedan dess har en rad benämningar på tillståndet förekommit som: epicondylalgia, epicondylsmärta, musikers förlamning, tennisarm och tennissmärta. Men oftast har termer som tennisarmbåge och epicondylit använts. 
Följande citat speglar hur svårbehandlat tillståndet ansågs vara 
"There is probably nothing which brings the surgical profession into greater discredit at the present time than the inability to cure a "tennis elbow". The condition is extremely common, and so helpless  have we been in treatment that most sufferers now never consider consulting a medical man at all" G. Percival Mills, 1928

## Orsaker

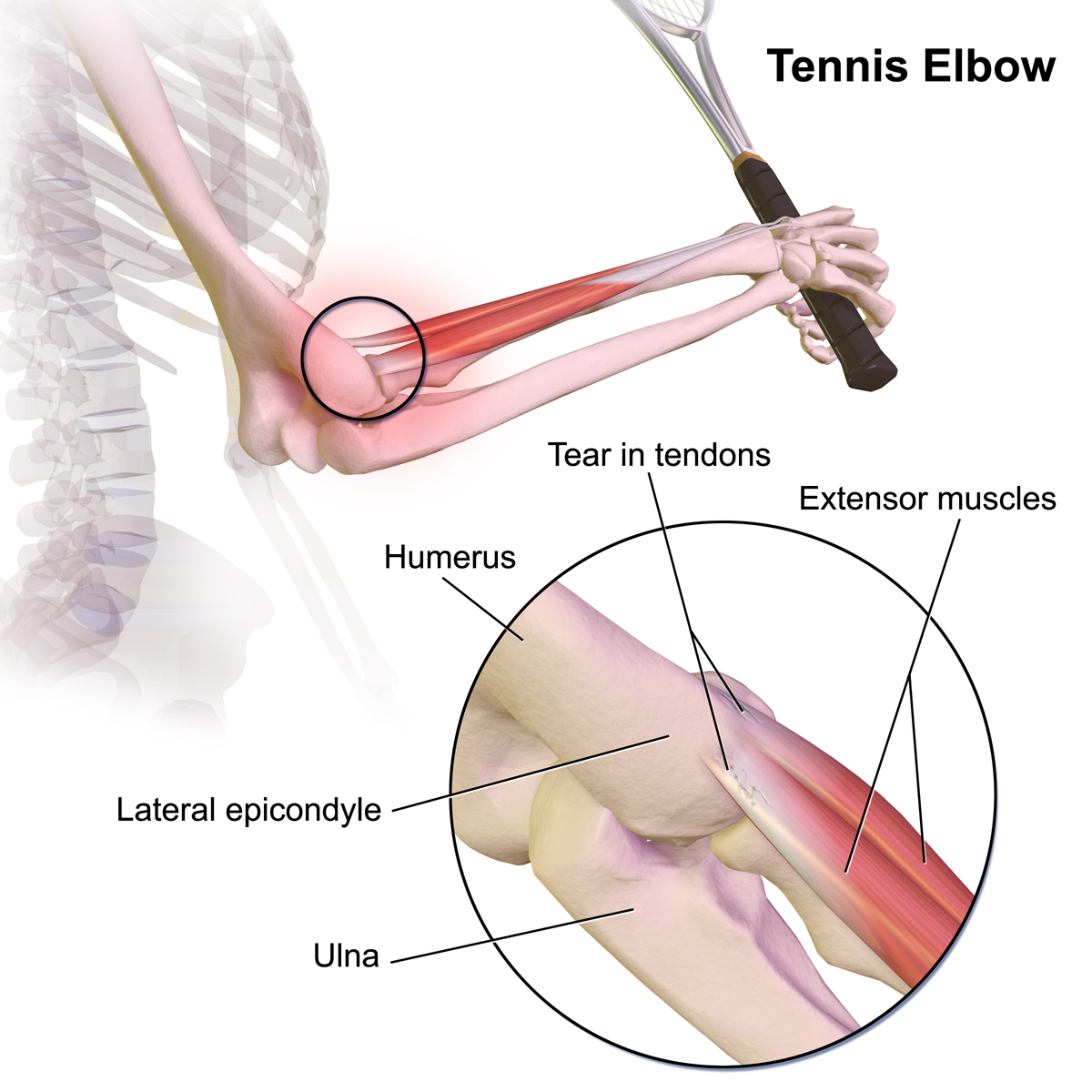
Illustration över muskelfästen i armbåge

Tennisarmbåge kan uppstå till följd av ensidiga upprepade rörelser med händerna. Exempel på aktiviteter som förknippas med tillståndet är snickeri, målningsarbeten eller andra repetitiva arbeten inkluderande omfattande datorarbete. Tennis är inte den vanligaste orsaken till besväret. Många gånger är det svårt att hitta en utlösande orsak.
Andra faktorer som är associerade med högre risk att utveckla tennisarmbåge är kvinnligt kön och att vara rökare. 

## Symtom
Vanliga symtom kan vara:
- smärta på utsidan av armbågen. Smärtan kan också upplevas ner i överarmen
- Smärta och stelhet på morgonen då man rätar på armbågen
- Ibland kan man ha värk i vila
- Det gör ofta ont att greppa saker, exempelvis en stekpanna, eller  att skruva med skruvmejsel

## Kliniska fynd
Smärta vid extension av handleden mot motstånd. Föreligger ofta ömhet över laterala epikondylen. Passiv utsträckning av extensormuskulaturen kan smärta.. Handläggs hos sjukgymnast/fysioterapeut eller läkare i primärvården.

## Naturalförlopp
I en review och metanalys från 2022 noterades att ca 90 % med obehandlad tennisarmbåge uppnår symtomfrihet inom 1 år. Förloppet var likartat oavsett behandling. Ingen behandling, placebo, stötvåg, laser, kortisoninjektion, styrketräning, smärtstillande medicin mm visade bättre effekt än någon annan.

## Behandling
Vanligt förekommande behandlingar:
- Ergonomi
- Smärtstillande mediciner

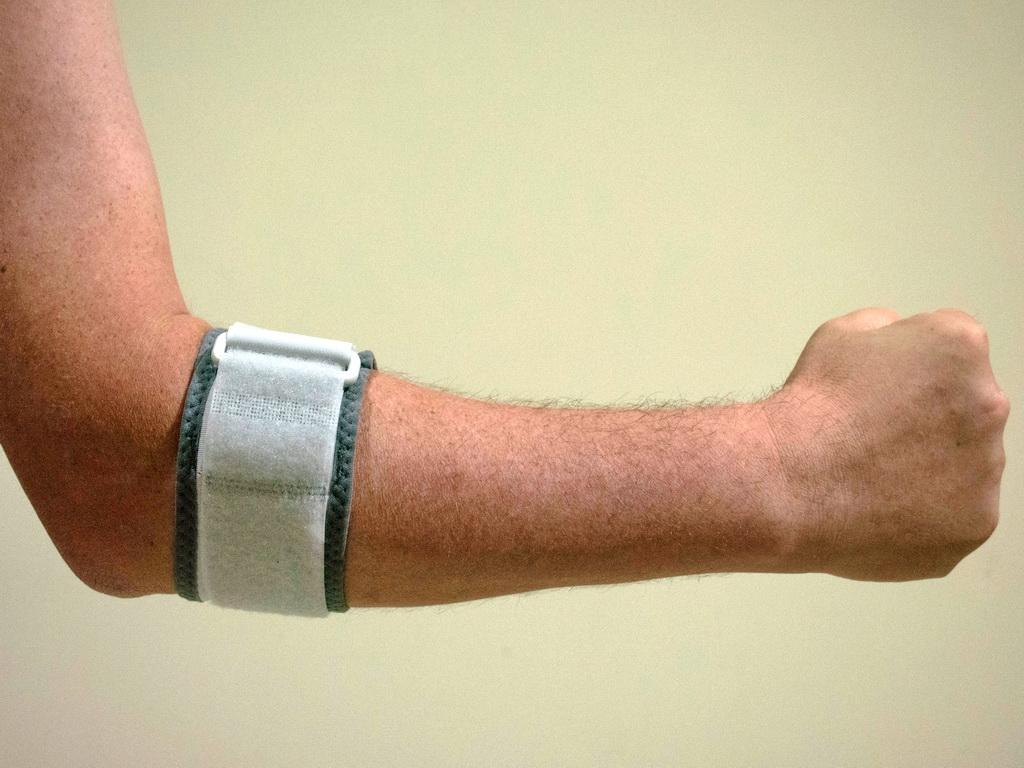
Ortos

- Styrketräning av underarmsmuskulaturen
- akupunktur
- laser
- stötvågsbehandling. Evidens saknas för denna behandlingsmetod enligt SBU[8]
- Epikondylitbandage
- PRP-behandling. Review av cochrane 2021 gav inget stöd för detta[9]
- kortisoninjektioner ges direkt i senfästet vid lateral epikondyl. Maximalt tre injektioner ges i dessa fall.  Notera att den långvariga (13-52v efter injektion) negativa effekten av kortisoninjektioner har tagits upp i The Lancet 2010;376:1751-1767 och kommenterats i denna SBU-rapport. SBU rekommenderar här att man skall utmönstra behandlingen på grund av skadlighet och kostnad[1]
- Operation

Gemensamt för alla ovan föreslagna åtgärder är att det vetenskapliga stödet för att de har effekt är oklart, undantaget kortisoninjektioner som SBU avråder ifrån. En review från 2022 visade att 90 procent av alla med tennisarmbåge blir helt bra eller mycket bättre inom ett år, oavsett åtgärder. Författarna menar att många av de effekter som kliniker tycker sig se vid olika behandlingar, troligen härrör till det statistiska begreppet regression mot medelvärdet.
En systematisk review och metaanalys från 2020 visade att träning var överlägsen kortikosteroidinjektioner i alla utfallsmått, förutom smärtreduktion på kort sikt, med låg säkerhet i resultaten. Statistiskt signifikanta skillnader till förmån för träning jämfört med ingen behandling ("wait-and-see") observerades endast i självupplevd förbättring och smärtreduktion på kort sikt, med mycket låg säkerhet i resultaten.